# Liga de Fútbol de Nepal B
La Martyr's Memorial B-Division League, conocida también como la Liga de Fútbol de Nepal B, es la segunda liga de fútbol más importante de Nepal, la cual es controlada por la All Nepal Football Association.

## Historia
Fue creada en el año 2003 y participan entre 12 y 16 clubes, los cuales se enfrentan todos contra todos a una vuelta, en la que el campeón (y a veces el subcampeón) ascienden a la Liga de Fútbol de Nepal, mientras que los dos peores equipos del torneo descienden a la Liga de Fútbol de Nepal C.

## Ediciones anteriores
| Temporada | Campeón                 | Ascendido(s)                                                                     |
| --------- | ----------------------- | -------------------------------------------------------------------------------- |
| 2003-04   | Brigade Boys Club       | Brigade Boys Club Mahabir Youth Club                                             |
| 2004      | Machhindra Bahal Club   | Machhindra Bahal Club Boudha Football Club                                       |
| 2006      | Saraswati Youth Club    | Saraswati Youth Club                                                             |
| 2008      | Swayambhu Youth Club    | Swayambhu Youth Club Himalayan Sherpa Club Bansbari Club Koilapani Polestar Club |
| 2011      | Sankata BSC             | Sankata BSC Madhyapur Youth Association                                          |
| 2013      | Boys Union Club         | Boys Union Club                                                                  |
| 2014      | Brigade Boys Club       | Brigade Boys Club                                                                |
| 2016      | Chyasal Youth Club      | Chyasal Youth Club New Road Team                                                 |
| 2019      | Ranipokhari Corner Team | No hubo                                                                          |